# Championnat du monde masculin de volley-ball des moins de 21 ans 2009
Navigation
Rabat/Casablanca 2007 2011
Le Championnat du monde masculin de volley-ball des moins de 21 ans 2009 sera organisé à Pune (Inde) et se déroulera du 31 juillet au 9 août 2009. Le tirage au sort des différentes poules sera effectué le 17 juin 2009.

## Équipes participantes
| Amérique du Nord       | Amérique du Sud  | Afrique        | Asie            | Europe                                           |
| ---------------------- | ---------------- | -------------- | --------------- | ------------------------------------------------ |
| Canada Cuba États-Unis | Argentine Brésil | Égypte Tunisie | Chine Inde Iran | France Belgique Russie Grèce Pologne Biélorussie |

## Compétition

### Tour préliminaire

#### Composition des groupes
| Poule A                                         | Poule B                                | Poule C                                 | Poule D                                  |
| ----------------------------------------------- | -------------------------------------- | --------------------------------------- | ---------------------------------------- |
| Site : Pune Tunisie États-Unis Biélorussie Inde | Site : Pune Iran Chine Égypte Belgique | Site : Pune Grèce France Cuba Argentine | Site : Pune Russie Pologne Brésil Canada |

#### Poule A
| No | Équipe      | Points | Matches | Matches | Matches | Points | Points | Points | Sets | Sets   | Sets  |
| No | Équipe      | Points | joués   | gagnés  | perdus  | pour   | contre | Ratio  | pour | contre | Ratio |
| -- | ----------- | ------ | ------- | ------- | ------- | ------ | ------ | ------ | ---- | ------ | ----- |
| 1  | États-Unis  | 5      | 3       | 2       | 1       | 255    | 208    | 1.226  | 8    | 3      | 2.667 |
| 2  | Inde        | 5      | 3       | 2       | 1       | 266    | 256    | 1.039  | 6    | 5      | 1.200 |
| 3  | Biélorussie | 5      | 3       | 2       | 1       | 308    | 297    | 1.037  | 7    | 6      | 1.167 |
| 4  | Tunisie     | 3      | 3       | 0       | 3       | 203    | 271    | 0.749  | 2    | 9      | 0.222 |

#### Poule B
| No | Équipe   | Points | Matches | Matches | Matches | Points | Points | Points | Sets | Sets   | Sets  |
| No | Équipe   | Points | joués   | gagnés  | perdus  | pour   | contre | Ratio  | pour | contre | Ratio |
| -- | -------- | ------ | ------- | ------- | ------- | ------ | ------ | ------ | ---- | ------ | ----- |
| 1  | Belgique | 6      | 3       | 3       | 0       | 268    | 205    | 1.307  | 9    | 2      | 4.500 |
| 2  | Chine    | 5      | 3       | 2       | 1       | 219    | 201    | 1.090  | 6    | 3      | 2.000 |
| 3  | Égypte   | 4      | 3       | 1       | 2       | 204    | 225    | 0.907  | 4    | 6      | 0.667 |
| 4  | Iran     | 3      | 3       | 0       | 3       | 191    | 251    | 0.761  | 1    | 9      | 0.111 |

#### Poule C
| No | Équipe    | Points | Matches | Matches | Matches | Points | Points | Points | Sets | Sets   | Sets  |
| No | Équipe    | Points | joués   | gagnés  | perdus  | pour   | contre | Ratio  | pour | contre | Ratio |
| -- | --------- | ------ | ------- | ------- | ------- | ------ | ------ | ------ | ---- | ------ | ----- |
| 1  | Argentine | 5      | 3       | 2       | 1       | 283    | 249    | 1.137  | 8    | 4      | 2.000 |
| 2  | Cuba      | 5      | 3       | 2       | 1       | 250    | 235    | 1.064  | 6    | 5      | 1.200 |
| 3  | France    | 5      | 3       | 2       | 1       | 281    | 279    | 1.007  | 8    | 5      | 1.600 |
| 4  | Grèce     | 3      | 3       | 0       | 3       | 195    | 246    | 0.793  | 1    | 9      | 0.111 |

#### Poule D
| No | Équipe  | Points | Matches | Matches | Matches | Points | Points | Points | Sets | Sets   | Sets  |
| No | Équipe  | Points | joués   | gagnés  | perdus  | pour   | contre | Ratio  | pour | contre | Ratio |
| -- | ------- | ------ | ------- | ------- | ------- | ------ | ------ | ------ | ---- | ------ | ----- |
| 1  | Brésil  | 6      | 3       | 3       | 0       | 253    | 203    | 1.246  | 9    | 1      | 9.000 |
| 2  | Russie  | 5      | 3       | 2       | 1       | 296    | 308    | 0.961  | 7    | 6      | 1.167 |
| 3  | Canada  | 4      | 3       | 1       | 2       | 248    | 276    | 0.899  | 4    | 8      | 0.500 |
| 4  | Pologne | 3      | 3       | 0       | 3       | 273    | 283    | 0.965  | 4    | 9      | 0.444 |

### Deuxième tour

#### Composition des groupes
| Poule E                                    | Poule F                                 | Poule G                                       | Poule H                                |
| ------------------------------------------ | --------------------------------------- | --------------------------------------------- | -------------------------------------- |
| Site : Pune Russie Argentine Belgique Inde | Site : Pune Brésil Cuba Iran États-Unis | Site : Pune Pologne France Égypte Biélorussie | Site : Pune Canada Grèce Chine Tunisie |

#### Places 1 à 8

##### Poule E
| No | Équipe    | Points | Matches | Matches | Matches | Sets | Sets   | Sets  | Points | Points | Points |
| No | Équipe    | Points | joués   | gagnés  | perdus  | pour | contre | Ratio | pour   | contre | Ratio  |
| -- | --------- | ------ | ------- | ------- | ------- | ---- | ------ | ----- | ------ | ------ | ------ |
| 1  | Argentine | 5      | 3       | 2       | 1       | 256  | 223    | 1.148 | 8      | 3      | 2.667  |
| 2  | Inde      | 5      | 3       | 2       | 1       | 278  | 288    | 0.965 | 6      | 7      | 0.857  |
| 3  | Russie    | 4      | 3       | 1       | 2       | 252  | 247    | 1.020 | 5      | 6      | 0.833  |
| 4  | Belgique  | 4      | 3       | 1       | 2       | 258  | 286    | 0.902 | 5      | 8      | 0.625  |

##### Poule F
| No | Équipe     | Points | Matches | Matches | Matches | Sets | Sets   | Sets  | Points | Points | Points |
| No | Équipe     | Points | joués   | gagnés  | perdus  | pour | contre | Ratio | pour   | contre | Ratio  |
| -- | ---------- | ------ | ------- | ------- | ------- | ---- | ------ | ----- | ------ | ------ | ------ |
| 1  | Brésil     | 6      | 3       | 3       | 0       | 247  | 204    | 1.211 | 9      | 1      | 9.000  |
| 2  | Cuba       | 5      | 3       | 2       | 1       | 208  | 207    | 1.005 | 6      | 3      | 2.000  |
| 3  | Iran       | 4      | 3       | 1       | 2       | 231  | 249    | 0.928 | 3      | 8      | 0.375  |
| 4  | États-Unis | 3      | 3       | 0       | 3       | 254  | 280    | 0.907 | 3      | 9      | 0.333  |

#### Places 9 à 16

##### Poule G
| No | Équipe      | Points | Matches | Matches | Matches | Sets | Sets   | Sets  | Points | Points | Points |
| No | Équipe      | Points | joués   | gagnés  | perdus  | pour | contre | Ratio | pour   | contre | Ratio  |
| -- | ----------- | ------ | ------- | ------- | ------- | ---- | ------ | ----- | ------ | ------ | ------ |
| 1  | Pologne     | 6      | 3       | 3       | 0       | 275  | 257    | 1.070 | 9      | 3      | 3.000  |
| 2  | France      | 5      | 3       | 2       | 1       | 274  | 249    | 1.100 | 8      | 4      | 2.000  |
| 3  | Biélorussie | 4      | 3       | 1       | 2       | 214  | 235    | 0.911 | 3      | 7      | 0.429  |
| 4  | Égypte      | 3      | 3       | 0       | 3       | 260  | 282    | 0.922 | 3      | 9      | 0.333  |

##### Poule H
| No | Équipe  | Points | Matches | Matches | Matches | Sets | Sets   | Sets  | Points | Points | Points |
| No | Équipe  | Points | joués   | gagnés  | perdus  | pour | contre | Ratio | pour   | contre | Ratio  |
| -- | ------- | ------ | ------- | ------- | ------- | ---- | ------ | ----- | ------ | ------ | ------ |
| 1  | Chine   | 6      | 3       | 3       | 0       | 295  | 251    | 1.175 | 9      | 4      | 2.250  |
| 2  | Canada  | 5      | 3       | 2       | 1       | 286  | 283    | 1.011 | 8      | 5      | 1.600  |
| 3  | Grèce   | 4      | 3       | 1       | 2       | 290  | 313    | 0.927 | 6      | 8      | 0.750  |
| 4  | Tunisie | 3      | 3       | 0       | 3       | 248  | 272    | 0.912 | 3      | 9      | 0.333  |

### Phase finale

#### Places 13 à 16
|  | Tour de classement                         | Tour de classement                         |           |   | 13e place                                  | 13e place                                  |
|  | Tour de classement                         | Tour de classement                         |           |   | 13e place                                  | 13e place                                  |
|  |                                            |                                            |           |   |                                            |                                            |
|  | 8 août (23-25, 25-21, 22-25, 25-23, 11-15) | 8 août (23-25, 25-21, 22-25, 25-23, 11-15) |           |   | 9 août (25-16, 20-25, 23-25, 25-20, 15-13) | 9 août (25-16, 20-25, 23-25, 25-20, 15-13) |
|  | 8 août (23-25, 25-21, 22-25, 25-23, 11-15) | 8 août (23-25, 25-21, 22-25, 25-23, 11-15) |           |   | 9 août (25-16, 20-25, 23-25, 25-20, 15-13) | 9 août (25-16, 20-25, 23-25, 25-20, 15-13) |
|  | Grèce                                      | 2                                          |           |   | 9 août (25-16, 20-25, 23-25, 25-20, 15-13) | 9 août (25-16, 20-25, 23-25, 25-20, 15-13) |
|  | Grèce                                      | 2                                          |           |   | 9 août (25-16, 20-25, 23-25, 25-20, 15-13) | 9 août (25-16, 20-25, 23-25, 25-20, 15-13) |
|  | Égypte                                     | 3                                          |           |   | 9 août (25-16, 20-25, 23-25, 25-20, 15-13) | 9 août (25-16, 20-25, 23-25, 25-20, 15-13) |
|  | Égypte                                     | 3                                          | Égypte    | 3 |                                            |                                            |
|  | 8 août (25-17, 19-25, 24-26, 22-25)        |                                            | Égypte    | 3 |                                            |                                            |
|  |                                            | Tunisie                                    | 2         |   |                                            |                                            |
|  | Biélorussie                                | Tunisie                                    | 2         | 1 |                                            |                                            |
|  | Biélorussie                                |                                            |           | 1 |                                            |                                            |
|  | Tunisie                                    | 3                                          |           |   |                                            |                                            |
|  | Tunisie                                    | 3                                          | 15e place |   |                                            |                                            |
|  |                                            |                                            |           |   |                                            |                                            |
|  | 9 août (23-25, 16-25, 22-25)               |                                            |           |   |                                            |                                            |
|  |                                            |                                            |           |   |                                            |                                            |
|  | Grèce                                      | 0                                          |           |   |                                            |                                            |
|  | Grèce                                      | 0                                          |           |   |                                            |                                            |
|  | Biélorussie                                | 3                                          |           |   |                                            |                                            |
|  | Biélorussie                                | 3                                          |           |   |                                            |                                            |

#### Places 9 à 12
|  | Tour de classement                        | Tour de classement         |           |   | 9e place                     | 9e place                     |
|  | Tour de classement                        | Tour de classement         |           |   | 9e place                     | 9e place                     |
|  |                                           |                            |           |   |                              |                              |
|  | 8 août (16-25 21-25 22-25)                | 8 août (16-25 21-25 22-25) |           |   | 9 août (14-25, 23-25, 17-25) | 9 août (14-25, 23-25, 17-25) |
|  | 8 août (16-25 21-25 22-25)                | 8 août (16-25 21-25 22-25) |           |   | 9 août (14-25, 23-25, 17-25) | 9 août (14-25, 23-25, 17-25) |
|  | Chine                                     | 0                          |           |   | 9 août (14-25, 23-25, 17-25) | 9 août (14-25, 23-25, 17-25) |
|  | Chine                                     | 0                          |           |   | 9 août (14-25, 23-25, 17-25) | 9 août (14-25, 23-25, 17-25) |
|  | France                                    | 3                          |           |   | 9 août (14-25, 23-25, 17-25) | 9 août (14-25, 23-25, 17-25) |
|  | France                                    | 3                          | France    | 0 |                              |                              |
|  | 8 août (25-18, 25-18, 25-21)              |                            | France    | 0 |                              |                              |
|  |                                           | Pologne                    | 3         |   |                              |                              |
|  | Pologne                                   | Pologne                    | 3         | 3 |                              |                              |
|  | Pologne                                   |                            |           | 3 |                              |                              |
|  | Canada                                    | 0                          |           |   |                              |                              |
|  | Canada                                    | 0                          | 11e place |   |                              |                              |
|  |                                           |                            |           |   |                              |                              |
|  | 9 août (21-25, 18-25, 26-24, 25-22, 15-8) |                            |           |   |                              |                              |
|  |                                           |                            |           |   |                              |                              |
|  | Chine                                     | 3                          |           |   |                              |                              |
|  | Chine                                     | 3                          |           |   |                              |                              |
|  | Canada                                    | 2                          |           |   |                              |                              |
|  | Canada                                    | 2                          |           |   |                              |                              |

#### Places 5 à 8
|  | Tour de classement                  | Tour de classement           |          |   | 5e place                            | 5e place                            |
|  | Tour de classement                  | Tour de classement           |          |   | 5e place                            | 5e place                            |
|  |                                     |                              |          |   |                                     |                                     |
|  | 8 août (19-25, 24-26, 18-25)        | 8 août (19-25, 24-26, 18-25) |          |   | 9 août (25-23, 18-25, 18-25, 15-25) | 9 août (25-23, 18-25, 18-25, 15-25) |
|  | 8 août (19-25, 24-26, 18-25)        | 8 août (19-25, 24-26, 18-25) |          |   | 9 août (25-23, 18-25, 18-25, 15-25) | 9 août (25-23, 18-25, 18-25, 15-25) |
|  | Iran                                | 0                            |          |   | 9 août (25-23, 18-25, 18-25, 15-25) | 9 août (25-23, 18-25, 18-25, 15-25) |
|  | Iran                                | 0                            |          |   | 9 août (25-23, 18-25, 18-25, 15-25) | 9 août (25-23, 18-25, 18-25, 15-25) |
|  | Belgique                            | 3                            |          |   | 9 août (25-23, 18-25, 18-25, 15-25) | 9 août (25-23, 18-25, 18-25, 15-25) |
|  | Belgique                            | 3                            | Belgique | 1 |                                     |                                     |
|  | 8 août (25-19, 25-18, 25-18)        |                              | Belgique | 1 |                                     |                                     |
|  |                                     | Russie                       | 3        |   |                                     |                                     |
|  | Russie                              | Russie                       | 3        | 3 |                                     |                                     |
|  | Russie                              |                              |          | 3 |                                     |                                     |
|  | États-Unis                          | 0                            |          |   |                                     |                                     |
|  | États-Unis                          | 0                            | 7e place |   |                                     |                                     |
|  |                                     |                              |          |   |                                     |                                     |
|  | 9 août (22-25, 25-17, 25-12, 25-18) |                              |          |   |                                     |                                     |
|  |                                     |                              |          |   |                                     |                                     |
|  | Iran                                | 3                            |          |   |                                     |                                     |
|  | Iran                                | 3                            |          |   |                                     |                                     |
|  | États-Unis                          | 1                            |          |   |                                     |                                     |
|  | États-Unis                          | 1                            |          |   |                                     |                                     |

#### Places 1 à 4
|  | Demi-finales                          | Demi-finales                          |                        |   | Finale                                    | Finale                                    |
|  | Demi-finales                          | Demi-finales                          |                        |   | Finale                                    | Finale                                    |
|  |                                       |                                       |                        |   |                                           |                                           |
|  | 8 août (25-19 17-25 25-19 23-25 15-9) | 8 août (25-19 17-25 25-19 23-25 15-9) |                        |   | 9 août (30-28, 21-25, 25-22, 23-25, 15-8) | 9 août (30-28, 21-25, 25-22, 23-25, 15-8) |
|  | 8 août (25-19 17-25 25-19 23-25 15-9) | 8 août (25-19 17-25 25-19 23-25 15-9) |                        |   | 9 août (30-28, 21-25, 25-22, 23-25, 15-8) | 9 août (30-28, 21-25, 25-22, 23-25, 15-8) |
|  | Brésil                                | 3                                     |                        |   | 9 août (30-28, 21-25, 25-22, 23-25, 15-8) | 9 août (30-28, 21-25, 25-22, 23-25, 15-8) |
|  | Brésil                                | 3                                     |                        |   | 9 août (30-28, 21-25, 25-22, 23-25, 15-8) | 9 août (30-28, 21-25, 25-22, 23-25, 15-8) |
|  | Inde                                  | 2                                     |                        |   | 9 août (30-28, 21-25, 25-22, 23-25, 15-8) | 9 août (30-28, 21-25, 25-22, 23-25, 15-8) |
|  | Inde                                  | 2                                     | Brésil                 | 3 |                                           |                                           |
|  | 8 août (19-25, 18-25, 26-24, 20-25)   |                                       | Brésil                 | 3 |                                           |                                           |
|  |                                       | Cuba                                  | 2                      |   |                                           |                                           |
|  | Argentine                             | Cuba                                  | 2                      | 1 |                                           |                                           |
|  | Argentine                             |                                       |                        | 1 |                                           |                                           |
|  | Cuba                                  | 3                                     |                        |   |                                           |                                           |
|  | Cuba                                  | 3                                     | Match pour la 3e place |   |                                           |                                           |
|  |                                       |                                       |                        |   |                                           |                                           |
|  | 9 août (19-25, 16-25, 22-25)          |                                       |                        |   |                                           |                                           |
|  |                                       |                                       |                        |   |                                           |                                           |
|  | Inde                                  | 0                                     |                        |   |                                           |                                           |
|  | Inde                                  | 0                                     |                        |   |                                           |                                           |
|  | Argentine                             | 3                                     |                        |   |                                           |                                           |
|  | Argentine                             | 3                                     |                        |   |                                           |                                           |

## Classement final
| Place              | Équipe      |
| ------------------ | ----------- |
| Médaille d'or      | Brésil      |
| Médaille d'argent  | Cuba        |
| Médaille de bronze | Argentine   |
| 4                  | Inde        |
| 5                  | Russie      |
| 6                  | Belgique    |
| 7                  | Iran        |
| 8                  | États-Unis  |
| 9                  | Pologne     |
| 10                 | France      |
| 11                 | Chine       |
| 12                 | Canada      |
| 13                 | Égypte      |
| 14                 | Tunisie     |
| 15                 | Biélorussie |
| 16                 | Grèce       |

## Distinctions individuelles
- MVP : Maurício Silva
- Meilleur marqueur : Levan Kalandadze
- Meilleur attaquant : Farhad Ghaemi
- Meilleur serveur : Manidurai Naveen Raja Jacob
- Meilleur contreur : Renan Buiatti
- Meilleur passeur : Leandro Macias Infante
- Meilleur réceptionneur : Manidurai Naveen Raja Jacob
- Meilleur défenseur : Franco Lopez
- Meilleur libero : Franco Lopez